# Іванов Леонід Степанович
Леоні́д Степа́нович Івано́в (*2 травня 1948) — радянський спортсмен, Заслужений майстер спорту СРСР із сучасного п'ятиборства. Переможець (1971) та бронзовий призер (1975) чемпіонатів світу у командних заліках. Віце-президент Федерації сучасного п'ятиборства України.

## Життєпис
Народився 2 травня 1948 року в селі Стюхіно Куйбишевської області (нині Самарська область РФ) у сім'ї військовика. Коли сім'я Іванова переїхала в Душанбе, Леонід записався до секції із сучасного п'ятиборства, яку очолював тренер Микола Баринов.

Чому обрав саме багатоборство? Бо в прикордонних гарнізонах, де служив батько, мав можливість навчитися стріляти, плавати, їздити верхи, фехтувати. І відрадно, що саме після моїх перших успіхів заговорили про душанбінську школу сучасного п'ятиборства. Цю естафету підхопив Анатолій Старостін, який навіть ставав олімпійським чемпіоном — Чемпіон, бізнесмен і просто благородна людина//Костюченко Андрій, «Спортивка», № 36 (289) 5 травня 2008 року, с. 22
У 1966 році Леонід Іванов приїхав до Львова, де мала відбутися молодіжна першість Союзу. Після змагань до нього підійшов тренер Федір Степанович Кота і розповів, що у Львові створюють сильну команду, запропонував передислокуватися в Україну.
1971 року в Сан-Антоніо (штат Техас, США) разом із киянином Борисом Онищенком та москвичем Сергієм Лук'яненком став чемпіоном світу в командній першості. В особистому заліку фінішував четвертим.
У 1975 році в Мехіко (Мексика) став бронзовим призером чемпіонату світу в командній першості.
Також, у 1975-у році Закінчив Львівський інститут фізичної культури та пізніше Військову академію імені М. Фрунзе у 1978.

## Громадська діяльність
Іванов надає допомогу в проведенні Меморіалу Олексія Дем'янюка з легкої атлетики, усіх тенісних змагань, що проводяться в спорткомплексі «Україна» у Львові, спонсорує підготовку членів збірної Львівщини із сучасного п'ятиборства.
Сім'яЛеонід Іванов був одружений із срібною призеркою олімпійських ігор зі стрільби з лука Валентиною Ковпан. Має два сини.